# Giuseppe Pellegrini
Giuseppe Pellegrini (* 10. listopadu 1953 Monteforte d'Alpone) je italský římskokatolický duchovní a biskup Concordie-Pordenone.

## Život
Narodil se 10. listopadu 1953 v Monteforte d'Alpone.
Vstoupil do kněžského semináře ve Veroně. Teologické vzdělávání získal na Teologickém institutu San Zeno ve stejném městě. Dne 2. června 1979 byl biskupem Giuseppe Amarim vysvěcen na kněze a inkardinován do diecéze Verona. Vystudoval také obor sociologie.
Po vysvěcení se stal farním vikářem v Bovolone. Od roku 1983 působil jako asistent kněžského semináře a o tři roky později byl diecézním asistentem Katolické akce. Po roce 1990 zastával funkci vedoucího diecézního úřadu pro pastoraci mládeže. Od roku 2000 byl národním viceředitelem Národního úřadu Papežských misijních děl. V letech 2006–2008 byl také národním ředitelem Národního úřadu Misijní spolupráce. V rámci akademické práce vyučoval sociologii na institutu San Zeno.
Roku 2004 mu byl udělen titul Kaplan Jeho Svatosti a roku 2007 byl ustanoven generálním vikářem. Dne 25. února 2011 jej papež Benedikt XVI. jmenoval biskupem Concordie-Pordenone. Biskupské svěcení přijal 26. března z rukou biskupa Giuseppe Zentiho a spolusvětiteli byli biskup Ovidio Poletto a biskup Domenico Sigalini.